# Schikrasperber

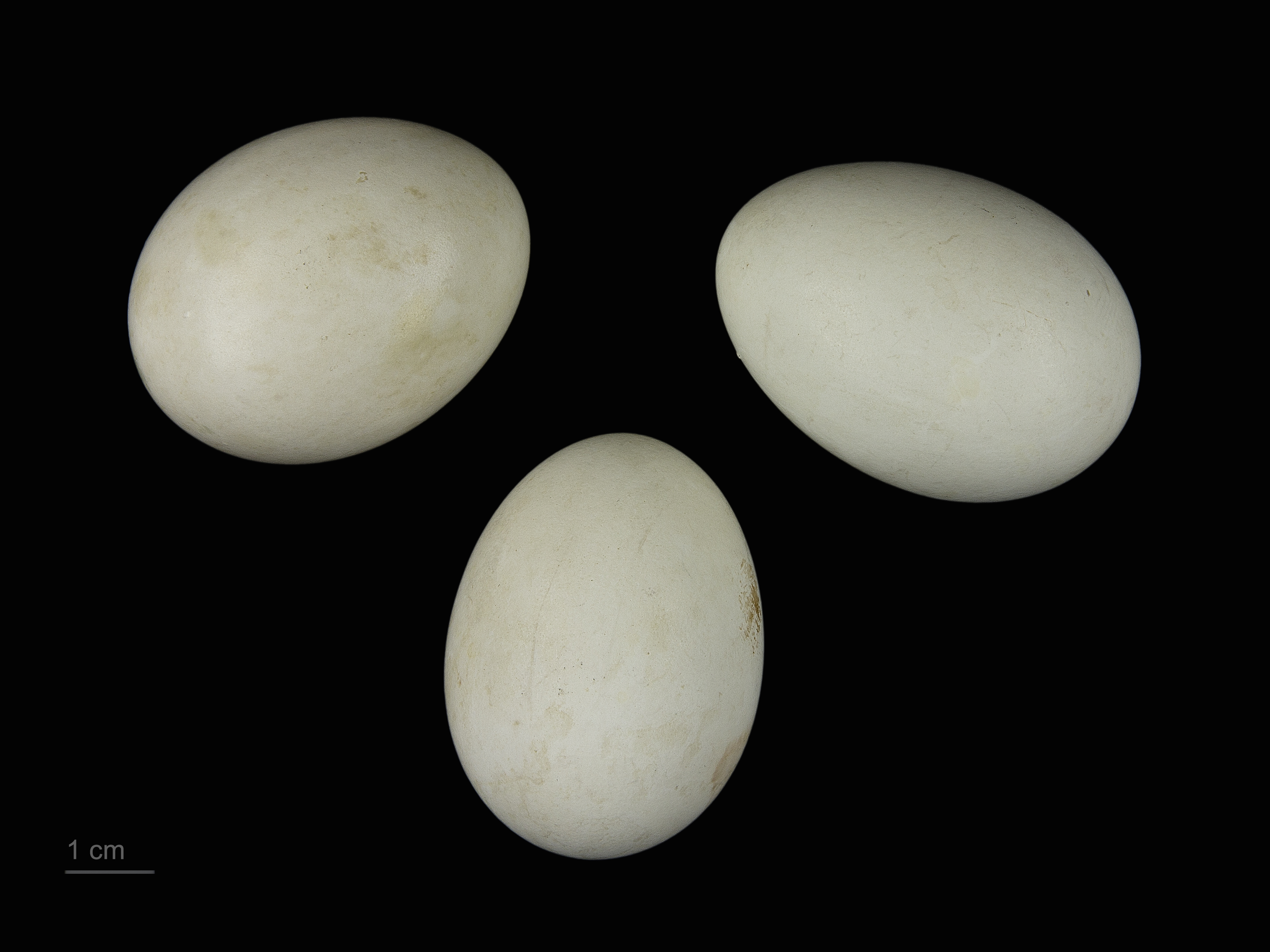
Eier des Schikrasperbers

Der Schikrasperber oder Schikra (Tachyspiza badia, Synonym: Accipiter badius) gehört zur Familie der Habichtartigen (Accipitridae). Die Art gilt als weitgehend unerforscht. Sie kam ursprünglich im westlichen Zentralasien, in Südkasachstan und Südasien vor. Auf dem afrikanischen Kontinent wurden ebenfalls Schikras gemeldet.

## Aussehen
Er wird etwa 30 bis 36 Zentimeter lang und erreicht Spannweiten von bis zu 74 Zentimetern und ist damit fast gleich groß wie der Sperber, jedoch mit deutlich hellerem Federkleid.
Die Flügelspitzen sind im Verhältnis zum Kurzfangsperber bei adulten Vögeln erkennbar schwarz.

## Verbreitung und Lebensraum

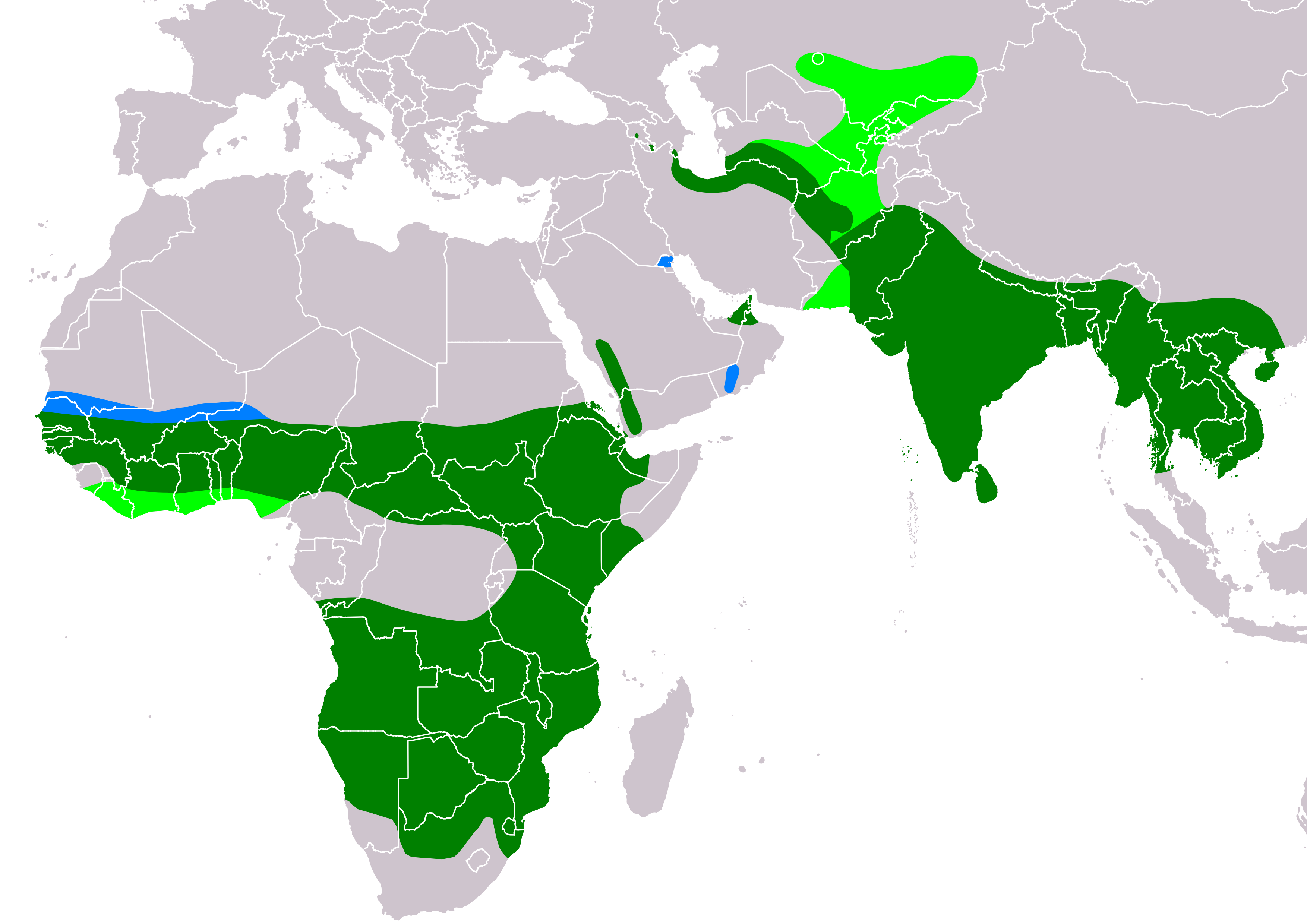
Verbreitungsgebiete des Schikrasperbers:
Brutgebiete
Ganzjähriges Vorkommen
Überwinterungsgebiete

Das eigentliche Brutgebiet der Art liegt im westlichen Zentralasien, Süd-Kasachstan und Südasien, sowie vereinzelt auf dem afrikanischen Kontinent. In der Westpaläarktis brüten Shikras nur unregelmäßig.
Schikras leben vorwiegend in Steppen, Savannen und Wüstenrandzonen sowie Oasen. Auch in Kulturlandschaften mit Höfen und Baumgruppen sowie Galeriewäldern findet man die Art.

## Ernährung
Sie ernähren sich meist von Reptilien, großen Insekten und Küken von Hühnervögeln. In der Dämmerung jagen sie auch gezielt nach Fledermäusen. Daneben erbeutet er Froschlurche und Kleinsäuger (Mäuse etc.).

## Unterarten
Es sind sechs Unterarten bekannt:
- Tachyspiza badius sphenurus (Rüppell, 1836)[3] – zum Verbreitungsgebiet gehören der Senegal und Gambia über den Südwesten Arabiens und südlich bis in den Norden Tansanias und das nördliche Gebiet der Demokratischen Republik Kongo.
- Tachyspiza badius polyzonoides (Smith, A), 1838[4] – kommt im Süden der Demokratischen Republik Kongo und den Südens Tansanias bis Südafrika vor.
- Tachyspiza badius cenchroides (Severtsov, 1873)[5] – ist im Kaukasus über Zentralasien bis in den Nordwesten Indiens verbreitet.

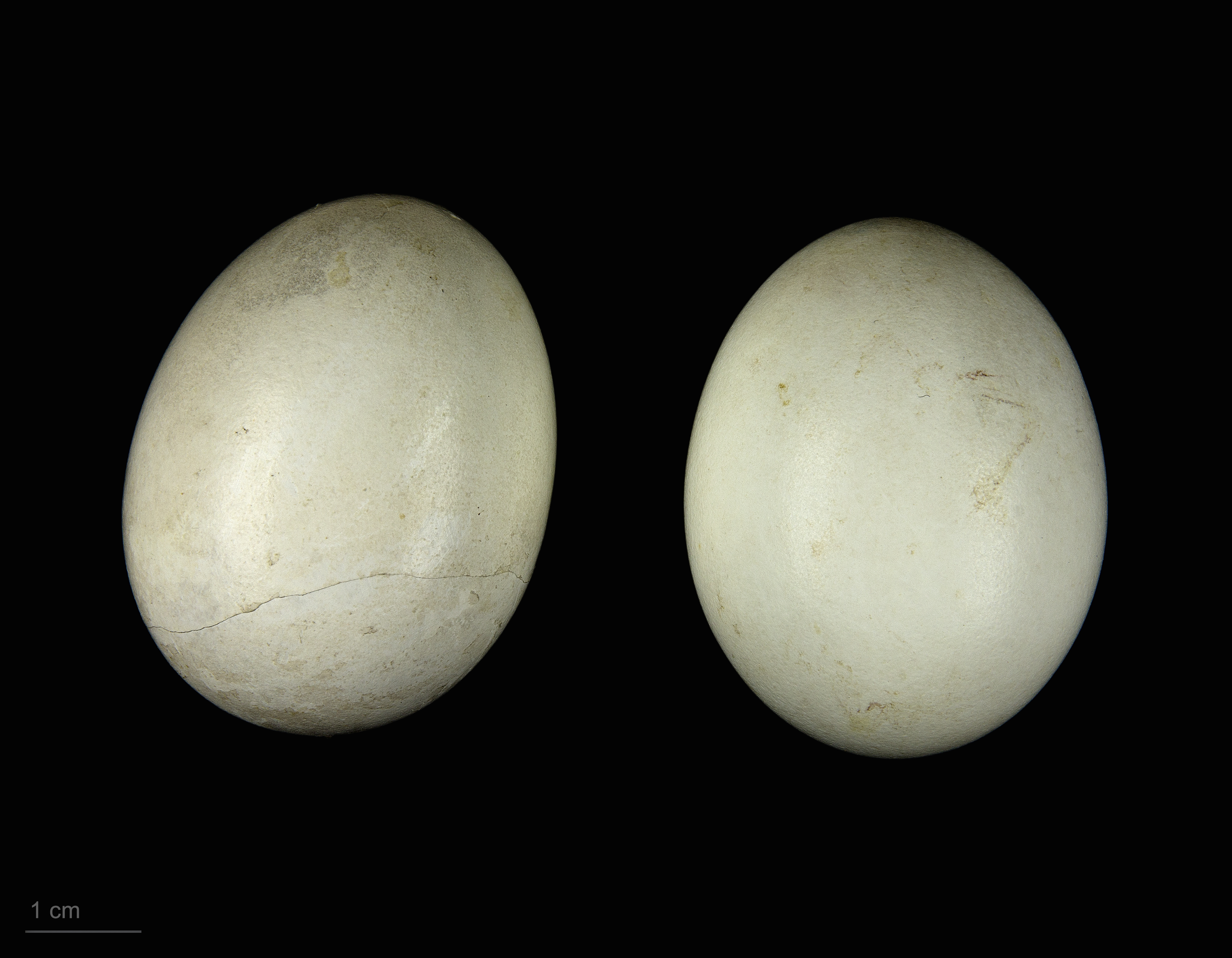
Tachyspiza badius cenchroides

- Tachyspiza badius dussumieri (Temminck, 1824)[6] – kommt in Zentralindien und Bangladesch vor,
- Tachyspiza badius poliopsis (Hume, 1874)[7] – ist im Norden Indiens über den Süden Chinas bis Indochina verbreitet.
- Tachyspiza badius badius (Gmelin, JF, 1788)[8] – kommt im Südwesten Indien und auf Sri Lanka vor.

### Einzelbelege
1. ↑  Benny Génsbøl, Walther Thiede: Greifvögel - Alle europäischen Arten, Bestimmungsmerkmale, Flugbilder, Biologie, Verbreitung, Gefährdung, Bestandsentwicklung. BLV Verlag, München 1997, ISBN 3-405-14386-1
2. ↑  IOC World Bird List New World vultures, Secretarybird, kites, hawks & eagles
3. ↑  Eduard Rüppell, S. 42.
4. ↑  Andrew Smith, Tafel 11, Text.
5. ↑  Nikolai Alexejewitsch Sewerzow, S. 113.
6. ↑  Coenraad Jacob Temminck, Tafel 308, Tafel 336, Text S. 222–225
7. ↑  Allan Octavian Hume, S. 325.
8. ↑  Johann Friedrich Gmelin, S. 280.